# Vasile Dîncu
Vasile Sebastian Dîncu (prononcé en roumain [vaˈsile ˈdɨŋku]), né le 25 novembre 1961 à Năsăud, est un homme politique, sociologue, professeur et écrivain roumain. Il est vice-Premier ministre du gouvernement Cioloș de 2015 à 2017 et ministre de la Défense nationale du gouvernement Ciucă de 2021 à 2022.

## Biographie

### Jeunesse
Vasile Dîncu est né le 25 novembre 1961 à Năsăud.

### Activités politiques
Dîncu est membre du Parti social-démocrate (PSD) de 2000 à 2008 et depuis 2019. Il est sénateur de Roumanie de 2004 à 2008 et député européen en 2007, membre du Parti socialiste européen (PSE).
Entre 2015 et 2017, Dîncu est vice-Premier ministre et ministre du Développement régional et de l'Administration publique dans le gouvernement Cioloș. Il se retire ensuite de la politique pendant un certain temps, avant de revenir en 2020 quand il est élu de nouveau sénateur pour le PSD.
Le 25 novembre 2021, Dîncu est nommé ministre de la Défense nationale dans le gouvernement Ciucă, succédant à Nicolae Ciucă alors que ce dernier est devenu Premier ministre. Le 24 octobre 2022, Dîncu démissionne de son poste de ministre de la Défense nationale à la suite de commentaires qu'il a publié sur les réseaux sociaux recommandant aux États-Unis et à l'OTAN de négocier avec la Russie au nom de l'Ukraine. Il cite une incapacité à collaborer avec Joe Biden comme raison de sa démission.

### Écrivain
Dîncu a publié plusieurs livres. Il est membre de l'Union des écrivains de Roumanie.